# Walter Kaegi
Walter Kaegi (ur. 8 listopada 1937 w New Albany w stanie Indiana) – prof., amerykański historyk (bizantynista). 
W 1965 uzyskał doktorat na Harvard University. Wykładowca na University of Chicago.

## Książki
- Byzantium and the Decline of Rome (1968).
- Byzantine Military Unrest 471-843: An Interpretation (1981).
- Army, Society and Religion in Byzantium (1982).
- Byzantium and the Early Islamic Conquests (1992).
- Heraclius Emperor of Byzantium, Cambridge University Press (2003).

## Publikacje w języku polskim
- Konfrontacja z islamem – cesarze przeciw kalifom (641– ok. 850) [w:] Bizancjum ok. 500-1024, t. 1, red. Jonathan Shepard, przeł. Katarzyna Pachniak, Jan Stanisław Partyka, Robert Piotrowski, Warszawa: Wydawnictwo Akademickie Dialog 2012.